# Camacinia othello
Camacinia othello е вид водно конче от семейство Libellulidae. Видът не е застрашен от изчезване.

## Разпространение
Разпространен е в Австралия (Куинсланд и Северна територия), Индонезия, Папуа Нова Гвинея и Соломонови острови.

## Описание
Популацията на вида е стабилна.